# Gertrud Scholtz-Klink
Gertrud Emma Scholtz-Klink, född Treusch 9 februari 1902 i Adelsheim, död 24 mars 1999 i Tübingen, var en tysk politiker inom Tredje riket, ordförande för nazistpartiets kvinnoorganisationer Nationalsozialistische Frauenschaft och Deutsches Frauenwerk 1934–1945. Hon var den enda kvinna som innehade någon form av högre politisk ställning inom Tredje riket, och den enda som kan sägas ha utövat någon formell makt.

## Biografi
Gertrud Scholtz-Klink var dotter till en statstjänsteman i Storhertigdömet Baden och gifte sig 1921 med nazisten Eugen Klink, som uppmanade henne att engagera sig i nazistpartiet.
Efter att ha blivit änka 1930 gifte hon 1932 om sig med läkaren Günther Scholtz och är sedan dess kallad Scholtz-Klink; äktenskapet slutade dock i skilsmässa. År 1940 gifte hon sig med SS-Gruppenführer August Heissmeyer.

### Politisk karriär
Gertrud Scholtz-Klink blev medlem i NSDAP 1 mars 1930. Hon uppmärksammades för sitt energiska värvningsarbete och blev även ledare för partiets kvinnogrupp inom sitt distrikt. Hon höll politiska tal där hon uppmanade kvinnor att hålla sig i hemmet och dra sig bort från det offentliga rummet.
År 1933 blev hon ordförande för partiets kvinnogrupp på riksplanet och 1934 blev hon Reichsfrauenführerin ("Rikskvinnoledare"), ordförande för de nazistiska kvinnoföreningarna, Nationalsozialistische Frauenschaft och Deutsches Frauenwerk. Hon öppnade 1937 Reichsbräuteschule, brudskolorna, för att göra unga ogifta kvinnor till idealiska nazistiska hustrur och mödrar. Hon införde 1938 hushållsåret, ett obligatoriskt arbetsår efter grundskolan, som hade till syfte att övertyga flickorna att inte studera vidare utan ägna sig åt hushållsarbete samt hushålls- och barnavårdskurser.
Partistadgan förbjöd kvinnor i partiledningen eller de ledande utskotten, och på grund av sitt kön fick hon aldrig någon större makt i partiapparaten, även om hon ofta framställdes som betydelsefull utomlands. Hon var inte populär bland partikamrater och ska aldrig ha sammanträffat med Hitler. Hon kritiserades också i media för att hon ofta var borta från barnen.
Gertrud Scholtz-Klinks största betydelse var som propagandist för nazismens kvinnoroll, där hon propagerade för att kvinnans rätta plats var som barnafödande mor inom hemmets fyra väggar. Enligt henne måste en kvinnlig politiker "bli som en man" för att kunna uträtta något, vilket var en skam, eller också vara "kvinnlig" och därmed inte få något gjort, vilket alltså i båda fallen gjorde kvinnlig inblandning i politiken till något negativt, och hon propagerade mot kvinnliga politiker genom att framställa icke nazistiska tyska kvinnliga politiker som dåliga exempel: "den som en gång har hört kommunisternas och socialdemokraternas kvinnor skrikande på gatan eller parlamentet vet att en sann tysk kvinna inte sysslar med sådant". En kvinna kunde bara tillåtas ägna sig åt vetenskap om hon hade "nedärvda anlag" för detta som inte fick slösas bort: då Scholtz-Klink med detta argument en gång vädjade till Martin Bormann om att man skulle göra ett undantag för en specifik kvinnlig astronom (Margarete Gussow), fick hon dock inget gehör.
Under kriget förändrades nazisternas krav på kvinnor som husmödrar till att arbeta i krigsindustrin, vilket blev obligatoriskt 1943. Scholt-Klink deltog då även i denna propaganda och slutade tala om hemmafrurollen och framhöll istället att även kvinnan nu skulle vara "soldat".

### Senare liv
År 1945 gick Scholtz-Klink under jorden med maken. Hon dömdes 1948 till 18 månaders fängelse för att hon levt under falskt namn, men bedömdes i övrigt som betydelselös på grund av den obetydliga makt hon tillåtits utöva. Hon förblev nazist till sin död.